# Łużany (województwo podlaskie)
Łużany – wieś w Polsce położona w województwie podlaskim, w powiecie białostockim, w gminie Gródek.

## Opis
W latach 1975–1998 miejscowość administracyjnie należała do województwa białostockiego.
Według Pierwszego Powszechnego Spisu Ludności, przeprowadzonego w 1921 r., wieś liczyła 17 domostw, które zamieszkiwało 119 osób. Większość mieszkańców miejscowości, w liczbie 89 osób, zadeklarowało wyznanie prawosławne, zaś pozostałe 30 rzymskokatolickie. Podział religijny mieszkańców wsi Łużany pokrywał się z ich strukturą narodowo-etniczną, gdyż 89 osób podało białoruską przynależność narodową, a 30 polską. W owym czasie miejscowość znajdowała się w gminie Hołynka w powiecie grodzieńskim.
Wierni kościoła rzymskokatolickiego należą do parafii św. Anny w Krynkach.